# United Internet
United Internet é uma empresa de serviços de internet e telecomunicações da Alemanha, ela foi criada em 1988.
A United é dividida em duas divisões de negócios Access e Applications, que por sua vez são divididas nos segmentos Consumer Access e Business Access, bem como Consumer Applications e Business Applications.
Ela oferece serviços de internet banda larga e móvel, telefonia, televisão, e soluções smart home para consumidores.
Para empresas, fornece conexões por fibra óptica, voz e dados, e soluções em nuvem.
Também atua com hospedagem de sites, e-mail, domínios, servidores, e aplicações em nuvem.
Ela conta com um total de 16 marcas em 40 locais do mundo e inúmeras subsidiárias.

## História
A história do grupo remonta à 1&1 EDV-Marketing GmbH, fundada em 1988 por Ralph Dommermuth e Wendelin Abresch como prestadora de serviços de marketing e publicidade
Em 1992, ela passa a ser parceira no setor de marketing de grandes multinacionais internacionais de tecnologia como a IBM, Compaq, Apple e Microsoft.
Em 1998, abriu seu capital na Bolsa de Valores de Frankfurt, ainda no mesmo ano comprou a Schlund + Partner, na época líder alemão do mercado de hospedagem na web.
No ano de 2000, a antiga 1&1 Internet AG & Co. KGaA passou a se chamar United Internet.
Em dezembro de 2008, foi anunciado que a empresa iria adquirir a united-domains AG, com sede em Starnberg, Alemanha, por cerca de 34 milhões de euros.
Em maio de 2009, a United Internet anunciou a aquisição do negócio de DSL da Freenet AG. Como resultado, os clientes de DSL da empresa – que somavam aproximadamente 700.000 na época – foram transferidos para a United Internet por um total de 123 milhões de euros.
Em julho de 2009, a United Internet vendeu a AdLink Group para o grupo francês HiMedia.
Em 3 de setembro de 2014, a United Internet anunciou que os 74,9% restantes das ações da operadora de rede fixa e fibra óptica Versatel GmbH, do antigo acionista majoritário, a empresa de private equity estadunidense KKR. Pouco tempo depois, a empresa foi renomeada para 1&1 Versatel.
Em 10 de julho de 2015, foi anunciada a aquisição da empresa polonesa de hospedagem de sites home.pl por cerca de 135 milhões de euros.
Em 15 de dezembro de 2016, a United Internet anunciou sua intenção de adquirir sua maior concorrente europeia, a Strato e que atua sem serviços de internet como pacotes de e-mail, pacotes completos de sites, lojas virtuais, servidores, armazenamento online e soluções individuais de hospedagem de ponta, por cerca de 600 milhões de euros. a compra foi concluída em 31 de março de 2017.
Em maio de 2017, a 1&1 Telecommunication SE e a então Drillisch AG se fundiram para formar a quarta força no mercado de telecomunicações da Alemanha – a atual 1&1 AG, além da marca 1&1, o portfólio da 1&1 AG também inclui as marcas da Drillisch Online GmbH (incluindo marcas como yourfone, smartmobil.de, WinSIM, entre outras). A United Internet desembolsou 2,8 bilhões de euros para comprar a Drillisch e integrá-la com a 1&1. Em agosto do mesmo ano, a Axel Springer anunciou que estava fundindo sua subsidiária Awin com a subsidiária Affilinet da United Internet, criando uma nova entidade de propriedade de 80% da Axel Springer e 20% da United Internet.
Em fevereiro de 2023, uma das subsidiárias da empresa, a Ionos faz um IPO na Bolsa de Valores de Frankfurt, o volume total levantado foi de 447 milhões de euros, a United Internet manterá uma participação de 62,1% das ações.
Em maio de 2025, a United Internet alcançou mais de 29,17 milhões de contratos de clientes.

## Marcas
- 1&1 AG: Empresa de telecomunicações da United Internet[18]
- 1&1 Versatel: Empresa de telecomunicações focada em clientes empresariais[19]
- GMX: Provedor de serviços de e-mail[20]
- Web.de: Portal de internet[21]
- mail.com: Provedor de e-mail e mensagens nos Estados Unidos[22]
- United Internet Media: Empresa de publicidade especializada em Marketing digital[23]
- Ionos: Serviços de internet[24]
- Strato: Serviços de hospedagem de sites[25]
- Arsys: Serviços de hospedagem de sites na Espanha[26]
- home.pl: Serviços de hospedagem de sites na Polônia[27]
- World4you: Serviços de hospedagem de sites na Áustria[28]
- Fasthosts: Serviços de hospedagem de sites no Reino Unido[29]
- InterNetX: Serviços de hospedagem de sites, criptografia e aluguel de espaço físico e infraestrutura para hospedagem sites[30]
- united-domains: Empresa que atua no registro de nomes de domínio na internet[31]
- Sedo: Plataforma de negociação para a compra e venda de domínios na internet[32]
- we22: Desenvolvimento e manutenção de sites, marketing digital[33]